# ليف أندرسون (مصارع رياضي)
ليف أندرسون (بالسويدية: Leif Valter Andersson)‏ هو مصارع رياضي سويدي، ولد في 13 أكتوبر 1949 في أربوغا في السويد.

## وصلات خارجية
- ليف أندرسون على موقع قاعدة بيانات المصارعة الدولية (الإنجليزية)
- ليف أندرسون على موقع أوليمبيديا (الإنجليزية)
- ليف أندرسون على موقع اللجنة الأولمبية السويدية (السويدية)